# Mycena munyozii
Mycena munyozii är en svampart som beskrevs av Singer 1969. Mycena munyozii ingår i släktet Mycena och familjen Mycenaceae.   Inga underarter finns listade i Catalogue of Life.